# Alors on danse
Alors on danse – singel belgijskiego piosenkarza Stromae’a, wydany we wrześniu 2009 roku w Belgii. W całej Europie wydanie miało miejsce w lutym 2010 roku. Singiel znalazł się w albumie Stromae’a Cheese.

## Lista utworów
- CD singel

1. „Alors on danse” (Radio Edit) – 3:29
2. „Alors on danse” (Extended Mix) – 4:18

- CD singel – singel promocyjny 1

1. „Alors on danse” – 3:28

- CD singel – singel promocyjny 2

1. „Alors on danse” (Remix) – 2:51

## Pozycje na listach sprzedaży
| BBC         | [ 1 ] |
| Digital Spy | [ 2 ] |

| Kraj              | Lista (2009/2010/2011/2012/2013/2014/2015) | Najwyższa pozycja | Certyfikat | Sprzedaż |
| ----------------- | ------------------------------------------ | ----------------- | ---------- | -------- |
| Francja           | Top 100 Singles                            | 1                 | diament    | 858 900  |
| Belgia (Walonia)  | Ultratop 40 Singles/50 Singles             | 1                 | 3×platyna  |          |
| Szwajcaria        | Singles Top 75                             | 1                 | 2×platyna  | 40 000+  |
| Austria           | Singles Top 75                             | 1                 | –          |          |
| Holandia          | Single Top 100                             | 1                 | platyna    | 20 000   |
| Dania             | Track Top-40                               | 1                 | platyna    | 15 000+  |
| Belgia (Flandria) | Ultratop 50 Singles                        | 1                 | [ d ]      |          |
| Niemcy            | Singles Top 100                            | 1                 | platyna    | 300 000+ |
| Włochy            | Top 10 Singles                             | 1                 | platyna    |          |
| Szwecja           | Top 60 Singles                             | 2                 | złoto      | 20 000+  |
| Finlandia         | Top 20 Singles                             | 3                 | –          |          |
| Portugalia        | Singles Top 50                             | 8                 | –          |          |
| Hiszpania         | Top 50 Singles                             | 9                 | złoto      | 20 000+  |
| Irlandia          | Top 50 Singles                             | 22                | –          |          |
| Wielka Brytania   | Singles Top 200                            | 25                | złoto      | 200 000  |
| Kanada            | Canadian Hot 100                           | 46                | –          |          |
| Europa            | European Hot 100                           | 1                 | –          |          |

## Wersja zKanye Westem
W 2010 roku została wydana wersja z udziałem Kanye Westa wydana jako „Alors on danse (Remix)”.

### Pozycja na liście sprzedaży
| Kraj      | Lista (2010)    | Najwyższa pozycja |
| --------- | --------------- | ----------------- |
| Australia | Top 100 Singles | 79                |